# Puer natus in Bethlehem
Puer natus in Bethlehem è un tradizionale canto natalizio in lingua latina di autore anonimo e di origine sconosciuta (forse risalente al XIII o XIV secolo e forse originario dell'Europa centrale (Boemia o Germania) ). La melodia originale fu sostituita da un discanto nel XVI secolo e fu in seguito elaborata da vari compositori, tra cui Johann Sebastian Bach, Dietrich Buxtehude, Michael Praetorius, Samuel Scheidt e Johann Hermann Schein.
Del brano esiste una versione in tedesco intitolata Ein Kind geborn zu Bethlehem e una versione in inglese intitolata A Child Is Born in Bethlehem.

## Storia
Il testo originale fu rinvenuto in un libro benedettino risalente agli inizi del XIV secolo., originariamente appartenente al Monastero di San Giorgio a Hradisch (Moravia).
Il testo subì diverse correzioni: vi si trovarono in seguito versioni che andavano dalle 12 alle 13 strofe.
Nel 1439, il testo fu tradotto per la prima volta in tedesco da Heinrich von Laufenberg. In seguito apparvero numerose versione in lingua tedesca.
Il brano fu in seguito trascritto anche nella raccolta finlandese Piæ Cantiones (anni ottanta del XVI secolo).

## Testo

### Testo latino[1]
Puer natus in Bethlehem, alleluia.

Unde gaudet Jerusalem, alleluia

alleluia.

Ritornello:

In cordis jubilo,

Christum natum adoremus

Cum novo cantico.

Assumpsit carnem Filius, alleluia.

Dei Patris altissimus, alleluia

alleluia.

Per Gabrielem nuntium, alleluia. 

Virgo concepit Filium, alleluia

alleluia.

Tamquam sponsus de thalamo, alleluia. 

Processit Matris utero, alleluia

alleluia.

Hic iacet in praesepio, alleluia. 

Qui regnat sine termino, alleluia

alleluia.

Cognovit bos et asinus, alleluia. 

Quod puer erat Dominus. Alleluia

alleluia.

Et Angelus pastoribus, alleluia. 

Revelat quod sit Dominus, alleluia

alleluia.

Reges de Saba Veniunt, alleluia. 

Aurum thus myrrham offerunt, alleluia

alleluia.

Intrantes domum invicem, alleluia. 

Novum salutant Principem, alleluia

alleluia.

De Matre natus Virgine, alleluia. 

Sine virili semine, alleluia

alleluia.

Sine serpentis vulnere, alleluia. 

De nostro venit sanguine, alleluia

alleluia.

In carne nobis similis, alleluia. 

Peccato sed dissimilis, alleluia

alleluia.

Ut redderet nos homines, alleluia. 

Deo et sibi similes, alleluia

alleluia.

In hoc natali gaudio, alleluia. 

Benedicamus Domino, alleluia

alleluia.

Laudetur sancta Trinitas, alleluia. 

Deo dicamus gratias, alleluia

alleluia.

## Versioni discografiche
Tra i numerosi artisti che hanno inciso il brano, figurano (in ordine alfabetico):
- After Crying
- The Galliard Brass Ensemble
- Walter Kraft
- Monaci del Monastero di Santo Domingo de Silos (nell'album Chant)
- E. Power Biggs